# Spermophora
Spermophora – rodzaj pająka z rodziny nasosznikowatych, podrodziny Pholcinae.
W rodzaju tym umieszcza się następujące gatunki
- Spermophora berlandi Fage, 1936 — Kenia
- Spermophora deelemanae Huber, 2005 — Ambon
- Spermophora dieke Huber, 2009 — Gwinea
- Spermophora domestica Yin & Wang, 1981 — Chiny
- Spermophora dubia Kulczynski, 1911 — Nowa Gwinea
- Spermophora dumoga Huber, 2005 — Celebes
- Spermophora estebani Simon, 1892 — Filipiny
- Spermophora faveauxi Lawrence, 1967 — Kongo
- Spermophora gordimerae Huber, 2003 — Republika Południowej Afryki
- Spermophora jocquei Huber, 2003 — Komory
- Spermophora kaindi Huber, 2005 — Nowa Gwinea
- Spermophora kerinci Huber, 2005 —  Sumatra, Bali, Niemcy (introdukowano)
- Spermophora kivu Huber, 2003 — Kongo
- Spermophora lambilloni Huber, 2003 — Komorys
- Spermophora luzonica Huber, 2005 — Filipiny
- Spermophora maculata Keyserling, 1891 — Brazylia
- Spermophora maros Huber, 2005 — Celebes
- Spermophora masisiwe Huber, 2003 — Tanzania
- Spermophora minotaura Berland, 1920 — Afryka Wschodnia
- Spermophora miser Bristowe, 1952 — Malezja
- Spermophora morogoro Huber, 2003 — Tanzania
- Spermophora palau Huber, 2005 — Karoliny
- Spermophora paluma Huber, 2001 — Queensland
- Spermophora pembai Huber, 2003 — Republika Południowej Afryki
- Spermophora peninsulae Lawrence, 1964 — Republika Południowej Afryki
- Spermophora persica Senglet, 2008 — Iran
- Spermophora ranomafana Huber, 2003 — Madagaskar
- Spermophora sangarawe Huber, 2003 — Tanzania
- Spermophora schoemanae Huber, 2003 — Republika Południowej Afryki
- Spermophora senoculata (Dugès, 1836) — Holarktyka, gatunek typowy
- Spermophora senoculatoides Senglet, 2008 — Iran
- Spermophora sumbawa Huber, 2005 — Archipelag Sundajski
- Spermophora suurbraak Huber, 2003 — Republika Południowej Afryki
- Spermophora thorelli Roewer, 1942 — Mjanma
- Spermophora tonkoui Huber, 2003 — Wybrzeże Kości Słoniowej
- Spermophora tumbang Huber, 2005 — Borneo
- Spermophora usambara Huber, 2003 — Tanzania
- Spermophora vyvato Huber, 2003 — Madagaskar
- Spermophora yao Huber, 2001 — Queensland